# 王秀
王秀（15世紀—16世紀），字士英，號實齋，山東登州府萊陽縣人，明朝政治人物。

## 生平
王秀是正德五年（1510年）舉人，九年（1514年）成進士，獲授長安知縣，能處理紛繁的政務；十四年（1519年）以卓異擢任廣東道監察御史，彈劾不避權貴，指斥某權臣的兒子企圖在鄉試作弊，令士民稱快。之後他巡按浙江，有知府懼怕而下拜他，他卻說：「人有慾則無剛。」以罪斥責對方，巡按山西時亦不斷懲治貪官、剷除豪強，一時風裁凜然，轉任南康知府。

## 引用
1. 1 2  康熙《萊陽縣志·卷八·人物志》：王秀 字士英，號實齋，穎敏博學，善屬文。由進士令長安，剛毅練達，雖政務紛拏，若無其事；以卓異擢御史，彈劾不避權貴，至論某天官子倖舉鄉試，士民噴噴稱快。巡按浙江，有郡守憚其威望，望塵下拜，秀曰：「人有慾則無剛。」竟以罪斥之。再按山西，治贓吏、鋤豪強尤為切至，一時風裁凜然，轉南康府知府。子可久貢士，授安州判；四世孫丕修。
2. ↑  康熙《萊陽縣志·卷六·貢舉志》：正德 王秀 庚午科（舉人），詳進士
3. ↑  《明武宗毅皇帝實錄·卷一百七十七》：（正德十四年八月）戊寅實授試御史蕭淮、歐珠、秦鉞、朱節、楊來鳳、王秀、唐符、洪異為監察御史，淮、珠雲南道，鉞江西道，節山東道，來鳳山西道，秀廣東道，符四川道，異廣西道。